# 判例百選
判例百選（はんれいひゃくせん）とは、株式会社有斐閣が、雑誌「ジュリスト」の別冊として発行する判例集のシリーズである。法律学の分野別に1冊当たり概ね100個の裁判例を厳選し、概要と評釈を掲載したものである。「百選」と略称されることも多い。

## 概要
現在では、法分野の名称を付して『●●判例百選』といった題名が付されている。二分冊になることもあり、その場合には合計して概ね200個の裁判例が掲載されることとなる。
各裁判例ごとにその分野の研究者や実務家による評釈がつけられている。
基本的には事案の概要と判旨と解説が1つの事例につき見開き2ページで完結するようになっているが、『民事訴訟法判例百選（第四版）』のように一部の事件が4ページにわたり紹介されているものもある。
掲載される裁判例の数が100個を大幅に超えていることもある（例えば『憲法判例百選I（第五版）』は117個、『行政判例百選I（第六版）』は138個である。）。

## 歴史
- 1960年04月 - ジュリスト第200号記念として『判例百選』発売（我妻栄、宮沢俊義編）
- 1960年10月 - ジュリスト第211号の2として『続判例百選』発売（我妻栄編）
- 1962年04月 - ジュリスト第248号の2として『行政判例百選』発売（田中二郎編）
- 1962年06月 - ジュリスト第252号の2として『労働判例百選』発売（石井照久編）
- 1963年06月 - ジュリスト第276号の2として『憲法判例百選』発売（芦部信喜編）
- 1963年12月 - ジュリスト第286号の2として『手形小切手判例百選』発売
- 1964年03月 - ジュリスト第295号の2として『英米判例百選』発売
- 1964年04月 - ジュリスト第296号の2として『会社判例百選』発売
- 1964年09月 - ジュリスト第307号の2として『刑法判例百選』発売
- 1965年01月 - 別冊ジュリスト第1号として『刑事訴訟法判例百選』発売

これ以降の判例百選は別冊ジュリストとして発売されている。

## 各分野の最新版
| 分野                         | 書名                             | 版     | 編者                                     | 出版年月   | 別冊ジュリストNo. |
| ---------------------------- | -------------------------------- | ------ | ---------------------------------------- | ---------- | ----------------- |
| 公法 憲法                    | 『憲法判例百選Ⅰ』                | 第7版  | 長谷部恭男 石川健治 宍戸常寿             | 2019年11月 | 245               |
| 公法 憲法                    | 『憲法判例百選Ⅱ』                | 第7版  | 長谷部恭男 石川健治 宍戸常寿             | 2019年11月 | 246               |
| 公法 憲法                    | 『メディア判例百選』             | 第2版  | 長谷部恭男 山口いつ子 宍戸常寿           | 2018年12月 | 241               |
| 公法 行政法                  | 『行政判例百選Ⅰ』                | 第8版  | 斎藤誠 山本隆司                          | 2022年11月 | 260               |
| 公法 行政法                  | 『行政判例百選Ⅱ』                | 第8版  | 斎藤誠 山本隆司                          | 2022年11月 | 261               |
| 公法 行政法                  | 『地方自治判例百選』             | 第4版  | 磯部力 小幡純子 斎藤誠                   | 2013年6月  | 215               |
| 公法 租税法                  | 『租税判例百選』                 | 第7版  | 中里実 佐藤英明 増井良啓 澁谷雅弘 渕圭吾 | 2021年6月  | 253               |
| 刑事法 刑法                  | 『刑法判例百選Ⅰ（総論）』        | 第8版  | 佐伯仁志 橋爪隆                          | 2020年11月 | 250               |
| 刑事法 刑法                  | 『刑法判例百選Ⅱ（各論）』        | 第8版  | 佐伯仁志 橋爪隆                          | 2020年11月 | 251               |
| 刑事法 刑事訴訟法            | 『刑事訴訟法判例百選』           | 第10版 | 井上正仁 大澤裕 川出敏裕                 | 2017年5月  | 232               |
| 民事法 民法                  | 『民法判例百選Ⅰ（総則･物権）』   | 第9版  | 潮見佳男 道垣内弘人                      | 2023年2月  | 262               |
| 民事法 民法                  | 『民法判例百選Ⅱ（債権）』        | 第9版  | 窪田充見 森田宏樹                        | 2023年2月  | 263               |
| 民事法 民法                  | 『民法判例百選Ⅲ（親族・相続）』  | 第3版  | 大村敦志 沖野眞已                        | 2023年2月  | 264               |
| 民事法 民法                  | 『不動産取引判例百選』           | 第3版  | 安永正昭 鎌田薫 山野目章夫               | 2008年7月  | 192               |
| 民事法 民法                  | 『消費者法判例百選』             | 第2版  | 河上正二 沖野眞已                        | 2020年9月  | 249               |
| 民事法 商法                  | 『商法判例百選』                 | 初版   | 神作裕之 藤田友敬                        | 2019年6月  | 194               |
| 民事法 商法                  | 『会社法判例百選』               | 第4版  | 神作裕之 藤田友敬 加藤貴仁               | 2021年9月  | 254               |
| 民事法 商法                  | 『保険法判例百選』               | 初版   | 山下友信 洲崎博史                        | 2010年12月 | 202               |
| 民事法 商法                  | 『手形小切手判例百選』           | 第7版  | 神田秀樹 神作裕之                        | 2014年11月 | 222               |
| 民事法 金融商品取引法        | 『金融商品取引法判例百選』       | 初版   | 神田秀樹 神作裕之                        | 2013年2月  | 214               |
| 民事法 民事訴訟法            | 『民事訴訟法判例百選』           | 第6版  | 高田裕成 畑瑞穂 垣内秀介                 | 2023年9月  | 265               |
| 民事法 民事執行法 民事保全法 | 『民事執行・保全判例百選』       | 第3版  | 上原敏夫 長谷部由起子 山本和彦           | 2020年1月  | 247               |
| 民事法 倒産法                | 『倒産判例百選』                 | 第6版  | 松下淳一 菱田雄郷                        | 2021年1月  | 252               |
| 民事法 供託法                | 『供託先判例百選』               | 第2版  | 遠藤浩 柳田幸三                          | 2001年7月  | 158               |
| 社会法 労働法                | 『労働判例百選』                 | 第10版 | 村中孝史 荒木尚志                        | 2022年1月  | 257               |
| 社会法 社会保障法            | 『社会保障判例百選』             | 第5版  | 岩村正彦                                 | 2016年5月  | 227               |
| 経済法                       | 『経済法判例・審決百選』         | 第2版  | 金井貴嗣 泉水文雄 武田邦宣               | 2017年10月 | 234               |
| 経済法 知的財産法            | 『商標・意匠・不正競争判例百選』 | 第2版  | 茶園成樹 田村善之 宮脇正晴 横山久芳      | 2020年7月  | 248               |
| 知的財産法                   | 『特許判例百選』                 | 第5版  | 中山信弘 大渕哲也 小泉直樹 田村善之      | 2019年8月  | 244               |
| 知的財産法                   | 『著作権判例百選』               | 第6版  | 小泉直樹 田村善之 駒田泰士 上野達弘      | 2019年3月  | 242               |
| 行政法 刑事法 民事法         | 『交通事故判例百選』             | 第5版  | 新美育文 山本豊 古笛恵子                 | 2017年10月 | 233               |
| 医事法                       | 『医事法判例百選』               | 第3版  | 甲斐克則 手嶋豊                          | 2022年7月  | 258               |
| 環境法                       | 『環境法判例百選』               | 第3版  | 大塚直 北村喜宣                          | 2018年9月  | 240               |
| 国際法                       | 『国際法判例百選』               | 第3版  | 森川幸一 兼原敦子 酒井啓亘 西村弓        | 2021年9月  | 255               |
| 国際法                       | 『国際私法判例百選』             | 第3版  | 道垣内正人 中西康                        | 2021年11月 | 256               |
| 英米法 アメリカ法            | 『アメリカ法判例百選』           | 初版   | 樋口範雄 柿嶋美子 浅香吉幹 岩田太        | 2012年12月 | 213               |

- 2023年10月現在

## 一覧
| 別冊ジュリストNo. | 書名                             | 版                   | 編者                                         | 出版年月   |
| ----------------- | -------------------------------- | -------------------- | -------------------------------------------- | ---------- |
| -                 | 『判例百選』                     | 初版                 | 我妻栄 宮沢俊義                              | 1960年4月  |
| -                 | 『続判例百選』                   | 初版                 | 我妻栄                                       | 1960年10月 |
| -                 | 『行政判例百選』                 | 初版                 | 田中二郎                                     | 1962年4月  |
| -                 | 『労働判例百選』                 | 初版                 | 石井照久                                     | 1962年6月  |
| -                 | 『憲法判例百選』                 | 初版                 | 芦部信喜                                     | 1963年6月  |
| -                 | 『手形小切手判例百選』           | 初版                 | 鈴木竹雄                                     | 1963年12月 |
| -                 | 『会社判例百選』                 | 初版                 | 矢沢惇                                       | 1964年4月  |
| -                 | 『英米判例百選』                 | 初版                 | 田中英夫                                     | 1964年4月  |
| -                 | 『刑法判例百選』                 | 初版                 | 團藤重光                                     | 1964年10月 |
| 1                 | 『刑事訴訟法判例百選』           | 初版                 | 平野龍一                                     | 1965年1月  |
| 2                 | 『判例百選』                     | 第２版               | 我妻栄                                       | 1965年3月  |
| 3                 | 『続判例百選』                   | 第２版               | 我妻栄                                       | 1965年5月  |
| 4                 | 『行政判例百選』                 | 第２版               | 田中二郎                                     | 1965年10月 |
| 5                 | 『民事訴訟法判例百選』           | 初版                 | 中田淳一 三ケ月章                            | 1965年11月 |
| 6                 | 『銀行判例百選』                 | 初版                 | 鈴木竹雄                                     | 1966年1月  |
| 7                 | 『売買（動産）判例百選』         | 初版                 | 加藤一郎 谷川久                              | 1966年5月  |
| 8                 | 『特許判例百選』                 | 初版                 | 兼子一                                       | 1966年6月  |
| 9                 | 『労働基準実例百選』             | 初版                 | 花見忠 山口浩一郎                            | 1966年8月  |
| 10                | 『不動産取引判例百選』           | 初版                 | 加藤一郎 森島昭夫                            | 1966年9月  |
| 11                | 『保険判例百選』                 | 初版                 | 鈴木竹雄                                     | 1966年11月 |
| 12                | 『家族法判例百選』               | 初版                 | 加藤一郎 太田武男                            | 1967年2月  |
| 13                | 『労働判例百選』                 | 新版                 | 石井照久                                     | 1967年5月  |
| 14                | 『商標・商号・不正競争判例百選』 | 初版                 | 矢沢惇                                       | 1967年8月  |
| 15                | 『海事判例百選』                 | 初版                 | 鴻常夫                                       | 1967年11月 |
| 16                | 『渉外判例百選』                 | 初版                 | 池原季雄                                     | 1967年12月 |
| 17                | 『租税判例百選』                 | 初版                 | 雄川一郎 金子宏                              | 1968年2月  |
| 18                | 『交通事故判例百選』             | 初版                 | 加藤一郎 野村好弘 宮原守男                   | 1968年4月  |
| 19                | 『土地収用判例百選』             | 初版                 | 雄川一郎 成田頼明                            | 1968年5月  |
| 20                | 『証券・商品取引判例百選』       | 初版                 | 鈴木竹雄                                     | 1968年9月  |
| 21                | 『憲法判例百選』                 | 新版                 | 芦部信喜                                     | 1968年12月 |
| 22                | 『保全判例百選』                 | 初版                 | 中田淳一 三ケ月章                            | 1969年3月  |
| 23                | 『ドイツ判例百選』               | 初版                 | 山田晟                                       | 1969年5月  |
| 24                | 『手形小切手判例百選』           | 新版                 | 鈴木竹雄 鴻常夫 竹内昭夫                     | 1969年6月  |
| 25                | 『フランス判例百選』             | 初版                 | 野田良之                                     | 1969年12月 |
| 26                | 『独禁法審決・判例百選』         | 初版                 | 金沢良雄                                     | 1970年3月  |
| 27                | 『刑法判例百選』                 | 新版                 | 團藤重光                                     | 1970年7月  |
| 28                | 『行政判例百選』                 | 新版                 | 田中二郎                                     | 1970年10月 |
| 29                | 『会社判例百選』                 | 新版                 | 矢沢惇                                       | 1970年11月 |
| 30                | 『不動産登記先例百選』           | 初版                 | 幾代通 宮脇幸彦                              | 1970年12月 |
| 31                | 『マスコミ判例百選』             | 初版                 | 伊藤正己                                     | 1971年2月  |
| 32                | 『刑事訴訟法判例百選』           | 第２版               | 平野龍一                                     | 1971年5月  |
| 33                | 『続刑法判例百選』               | 初版                 | 藤木英雄                                     | 1971年6月  |
| 34                | 『運輸判例百選』                 | 初版                 | 鴻常夫 谷川久                                | 1971年11月 |
| 35                | 『供託先例百選』                 | 初版                 | 遠藤浩 宮脇幸彦                              | 1972年1月  |
| 36                | 『続民事訴訟法判例百選』         | 初版                 | 新堂幸司                                     | 1972年5月  |
| 37                | 『宗教判例百選』                 | 初版                 | 小野清一郎                                   | 1972年7月  |
| 38                | 『銀行取引判例百選』             | 新版                 | 鈴木竹雄 竹内昭夫                            | 1972年12月 |
| 39                | 『続判例展望』                   | 初版                 | 我妻栄                                       | 1973年1月  |
| 40                | 『家族法判例百選』               | 新版                 | 加藤一郎 太田武男                            | 1973年1月  |
| 41                | 『教育判例百選』                 | 初版                 | 小林直樹 兼子仁                              | 1973年4月  |
| 42                | 『海事判例百選』                 | 増補版               | 鴻常夫                                       | 1973年10月 |
| 43                | 『公害・環境判例』               | 初版                 | 加藤一郎 淡路剛久                            | 1974年5月  |
| 44                | 『憲法判例百選』                 | 第３版               | 芦部信喜                                     | 1974年6月  |
| 45                | 『労働判例百選』                 | 第３版               | 萩沢清彦                                     | 1974年9月  |
| 46                | 『民法判例百選Ⅰ（総則･物権）』   | 初版                 | 星野英一 平井宜雄                            | 1974年12月 |
| 47                | 『民法判例百選Ⅱ（債権）』        | 初版                 | 星野英一 平井宜雄                            | 1975年3月  |
| 40                | 『家族法判例百選』               | 新版・増補版         | 加藤一郎 太田武男                            | 1975年4月  |
| 48                | 『交通事故判例百選』             | 第２版               | 加藤一郎 宮原守男 野村好弘                   | 1975年8月  |
| 49                | 『商法（総則・商行為）判例百選』 | 初版                 | 鴻常夫 竹内昭夫                              | 1975年10月 |
| 50                | 『医事判例百選』                 | 初版                 | 唄孝一 成田頼明                              | 1976年4月  |
| 24                | 『手形小切手判例百選』           | 新版・増補版         | 鈴木竹雄 鴻常夫 竹内昭夫                     | 1976年5月  |
| 51                | 『刑事訴訟法判例百選』           | 第３版               | 平野龍一 松尾浩也 田宮裕                     | 1976年9月  |
| 52                | 『倒産判例百選』                 | 初版                 | 新堂幸司 霜島甲一 青山善充                   | 1976年10月 |
| 16                | 『渉外判例百選』                 | 増補版               | 池原季雄                                     | 1976年12月 |
| 53                | 『独禁法審決・判例百選』         | 第２版               | 金沢良雄                                     | 1977年1月  |
| 54                | 『労働基準実例百選』             | 新版                 | 花見忠 山口浩一郎                            | 1977年2月  |
| 10                | 『不動産取引判例百選』           | 増補版               | 加藤一郎 森島昭夫                            | 1977年3月  |
| 55                | 『商法（保険・海商）判例百選』   | 初版                 | 鴻常夫 竹内昭夫                              | 1977年11月 |
| 56                | 『社会保障判例百選』             | 初版                 | 佐藤進 西原道雄                              | 1977年11月 |
| 57                | 『刑法判例百選Ⅰ（総論）』        | 初版                 | 平野龍一                                     | 1978年2月  |
| 58                | 『刑法判例百選Ⅱ（各論）』        | 初版                 | 平野龍一                                     | 1978年4月  |
| 59                | 『英米判例百選Ⅰ（公法）』        | 第２版               | 伊藤正己 堀部政男 外間寛 高橋一修 田宮裕     | 1978年5月  |
| 60                | 『英米判例百選Ⅱ（私法）』        | 第２版               | 田中英夫 藤倉皓一郎 曽野和明 木下毅          | 1978年8月  |
| 61                | 『行政判例百選Ⅰ』                | 初版                 | 雄川一郎                                     | 1979年4月  |
| 62                | 『行政判例百選Ⅱ』                | 初版                 | 雄川一郎                                     | 1979年4月  |
| 63                | 『会社判例百選』                 | 第３版               | 矢沢惇 鴻常夫                                | 1979年4月  |
| 64                | 『教育判例百選』                 | 第２版               | 小林直樹 兼子仁                              | 1979年9月  |
| 65                | 『公害・環境判例』               | 第２版               | 加藤一郎 淡路剛久                            | 1979年12月 |
| 66                | 『家族法判例百選』               | 第３版               | 加藤一郎 太田武男                            | 1980年2月  |
| 67                | 『生命保険判例百選』             | 初版                 | 鴻常夫                                       | 1980年3月  |
| 68                | 『憲法判例百選Ⅰ』                | 初版                 | 芦部信喜                                     | 1980年4月  |
| 69                | 『憲法判例百選Ⅱ』                | 初版                 | 芦部信喜                                     | 1980年5月  |
| 70                | 『損害保険判例百選』             | 初版                 | 鴻常夫 竹内昭夫                              | 1980年7月  |
| 71                | 『地方自治判例百選』             | 初版                 | 成田頼明 磯部力                              | 1981年1月  |
| 72                | 『手形小切手判例百選』           | 第３版               | 鴻常夫 竹内昭夫                              | 1981年4月  |
| 73                | 『労働判例百選』                 | 第４版               | 萩沢清彦                                     | 1981年8月  |
| 74                | 『刑事訴訟法判例百選』           | 第４版               | 平野龍一 松尾浩也 田宮裕                     | 1981年10月 |
| 75                | 『不動産登記先例百選』           | 第２版               | 幾代通 宮脇幸彦 貞家克己                     | 1982年1月  |
| 76                | 『民事訴訟法判例百選』           | 第２版               | 新堂幸司 青山善充                            | 1982年5月  |
| 77                | 『民法判例百選Ⅰ（総則･物権）』   | 第２版               | 星野英一 平井宜雄                            | 1982年6月  |
| 78                | 『民法判例百選Ⅱ（債権）』        | 第２版               | 星野英一 平井宜雄                            | 1982年6月  |
| 79                | 『租税判例百選』                 | 第２版               | 金子宏                                       | 1983年2月  |
| 80                | 『会社判例百選』                 | 第４版               | 鴻常夫 竹内昭夫                              | 1983年4月  |
| 81                | 『独禁法審決・判例百選』         | 第３版               | 金沢良雄                                     | 1984年2月  |
| 82                | 『刑法判例百選Ⅰ（総論）』        | 第２版               | 平野龍一 松尾浩也                            | 1984年3月  |
| 83                | 『刑法判例百選Ⅱ（各論）』        | 第２版               | 平野龍一 松尾浩也                            | 1984年4月  |
| 84                | 『商法（総則・商行為）判例百選』 | 第２版               | 鴻常夫 竹内昭夫 江頭憲治郎                   | 1985年2月  |
| 85                | 『マスコミ判例百選』             | 第２版               | 伊藤正己 堀部政男                            | 1985年2月  |
| 86                | 『特許判例百選』                 | 第２版               | 鴻常夫 紋谷暢男 中山信弘                     | 1985年12月 |
| 87                | 『渉外判例百選』                 | 第２版               | 池原季雄 早田芳郎                            | 1986年2月  |
| 88                | 『公務員判例百選』               | 初版                 | 塩野宏 菅野和夫 田中舘照橘                   | 1986年4月  |
| 89                | 『刑事訴訟法判例百選』           | 第５版               | 平野龍一 松尾浩也 田宮裕 井上正仁            | 1986年9月  |
| 90                | 『労働基準実例百選』             | 第３版               | 花見忠 山口浩一郎                            | 1986年12月 |
| 91                | 『著作権判例百選』               | 初版                 | 池原季雄 斉藤博 半田正夫                     | 1987年2月  |
| 92                | 『行政判例百選Ⅰ』                | 第２版               | 塩野宏                                       | 1987年5月  |
| 93                | 『行政判例百選Ⅱ』                | 第２版               | 塩野宏                                       | 1987年6月  |
| 94                | 『交通事故判例百選』             | 新版                 | 加藤一郎 宮原守男 野村好弘                   | 1987年9月  |
| 95                | 『憲法判例百選Ⅰ』                | 第２版               | 芦部信喜 高橋和之                            | 1988年1月  |
| 96                | 『憲法判例百選Ⅱ』                | 第２版               | 芦部信喜 高橋和之                            | 1988年2月  |
| 97                | 『生命保険判例百選』             | 増補版               | 鴻常夫                                       | 1988年6月  |
| 98                | 『労働基準実例百選』             | 改正版               | 花見忠 山口浩一郎                            | 1988年7月  |
| 99                | 『家族法判例百選』               | 第４版               | 久貴忠彦 米倉明                              | 1988年11月 |
| 100               | 『証券・商品取引判例百選』       | 新版                 | 竹内昭夫                                     | 1988年12月 |
| 101               | 『労働判例百選』                 | 第５版               | 萩沢清彦                                     | 1989年3月  |
| 102               | 『医療過誤判例百選』             | 初版                 | 唄孝一 宇都木伸 平林勝政                     | 1989年6月  |
| 103               | 『街づくり・国づくり判例百選』   | 初版                 | 成田頼明                                     | 1989年8月  |
| 104               | 『民法判例百選Ⅰ（総則･物権）』   | 第３版               | 星野英一 平井宜雄                            | 1989年9月  |
| 105               | 『民法判例百選Ⅱ（債権）』        | 第３版               | 星野英一 平井宜雄                            | 1989年10月 |
| 106               | 『倒産判例百選』                 | 新版                 | 新堂幸司 霜島甲一 青山善充                   | 1990年2月  |
| 107               | 『供託先例判例百選』             | 初版                 | 遠藤浩 宮脇幸彦 柳田幸三                     | 1990年4月  |
| 108               | 『手形小切手判例百選』           | 第４版               | 鴻常夫 竹内昭夫 江頭憲治郎                   | 1990年5月  |
| 109               | 『宗教判例百選』                 | 第２版               | 芦部信喜 若原茂                              | 1991年1月  |
| 110               | 『独禁法審決・判例百選』         | 第４版               | 今村成和 厚谷襄児                            | 1991年3月  |
| 111               | 『刑法判例百選Ⅰ（総論）』        | 第３版               | 平野龍一 松尾浩也 芝原邦爾                   | 1991年4月  |
| 112               | 『不動産取引判例百選』           | 第２版               | 加藤一郎 森島昭夫                            | 1991年7月  |
| 113               | 『社会保障判例百選』             | 第２版               | 佐藤進 西原道雄 西村健一郎                   | 1991年10月 |
| 114               | 『民事訴訟法判例百選Ⅰ』          | 初版                 | 新堂幸司 青山善充                            | 1992年1月  |
| 115               | 『民事訴訟法判例百選Ⅱ』          | 初版                 | 新堂幸司 青山善充 高橋宏志                   | 1992年2月  |
| 116               | 『会社判例百選』                 | 第５版               | 鴻常夫 竹内昭夫 江頭憲治郎                   | 1992年3月  |
| 117               | 『刑法判例百選Ⅱ（各論）』        | 第３版               | 平野龍一 松尾浩也 芝原邦爾                   | 1992年4月  |
| 118               | 『教育判例百選』                 | 第３版               | 兼子仁                                       | 1992年7月  |
| 119               | 『刑事訴訟法判例百選』           | 第６版               | 松尾浩也 井上正仁                            | 1992年11月 |
| 120               | 『租税判例百選』                 | 第３版               | 金子宏 水野忠恒 中里実                       | 1992年12月 |
| 121               | 『商法（保険・海商）判例百選』   | 第２版               | 鴻常夫 竹内昭夫 江頭憲治郎                   | 1993年2月  |
| 122               | 『行政判例百選Ⅰ』                | 第３版               | 塩野宏 小早川光郎                            | 1993年4月  |
| 123               | 『行政判例百選Ⅱ』                | 第３版               | 塩野宏 小早川光郎                            | 1993年5月  |
| 124               | 『商業登記先例判例百選』         | 初版                 | 鴻常夫 清水湛 江頭憲治郎 寺田逸郎            | 1993年10月 |
| 125               | 『地方自治判例百選』             | 第２版               | 成田頼明 磯部力                              | 1993年11月 |
| 126               | 『公害・環境判例百選』           | 初版                 | 森島昭夫 淡路剛久                            | 1994年4月  |
| 127               | 『民事執行法判例百選』           | 初版                 | 竹下守夫 伊藤眞                              | 1994年5月  |
| 128               | 『著作権判例百選』               | 第２版               | 斉藤博 半田正夫                              | 1994年6月  |
| 129               | 『商法（総則・商行為）判例百選』 | 第３版               | 鴻常夫 竹内昭夫 江頭憲治郎                   | 1994年7月  |
| 130               | 『憲法判例百選Ⅰ』                | 第３版               | 芦部信喜 高橋和之                            | 1994年9月  |
| 131               | 『憲法判例百選Ⅱ』                | 第３版               | 芦部信喜 高橋和之                            | 1994年10月 |
| 132               | 『家族法判例百選』               | 第５版               | 久貴忠彦 米倉明                              | 1995年1月  |
| 133               | 『渉外判例百選』                 | 第３版               | 池原季雄 早田芳郎                            | 1995年5月  |
| 134               | 『労働判例百選』                 | 第６版               | 山口浩一郎 菅野和夫 西谷敏                   | 1995年10月 |
| 135               | 『消費者取引判例百選』           | 初版                 | 森島昭夫 伊藤進                              | 1995年11月 |
| 136               | 『民法判例百選Ⅰ（総則･物権）』   | 第４版               | 星野英一 平井宜雄                            | 1996年2月  |
| 137               | 『民法判例百選Ⅱ（債権）』        | 第４版               | 星野英一 平井宜雄                            | 1996年3月  |
| 138               | 『損害保険判例百選』             | 第２版               | 鴻常夫 竹内昭夫 江頭憲治郎 山下友信          | 1996年6月  |
| 139               | 『英米判例百選』                 | 第３版               | 藤倉皓一郎 木下毅 高橋一修 樋口範雄          | 1996年11月 |
| 140               | 『医療過誤判例百選』             | 第２版               | 唄孝一 宇都木伸 平林勝政                     | 1996年12月 |
| 141               | 『独禁法審決・判例百選』         | 第５版               | 今村成和 厚谷襄児                            | 1997年3月  |
| 142               | 『刑法判例百選Ⅰ（総論）』        | 第４版               | 松尾浩也 芝原邦爾 西田典之                   | 1997年4月  |
| 143               | 『刑法判例百選Ⅱ（各論）』        | 第４版               | 松尾浩也 芝原邦爾 西田典之                   | 1997年5月  |
| 144               | 『手形小切手判例百選』           | 第５版               | 鴻常夫 竹内昭夫 江頭憲治郎 岩原紳作 山下友信 | 1997年7月  |
| 145               | 『民事訴訟法判例百選Ⅰ』          | 新法対応補正版       | 新堂幸司 青山善充 高橋宏志                   | 1998年2月  |
| 146               | 『民事訴訟法判例百選Ⅱ』          | 新法対応補正版       | 新堂幸司 青山善充 高橋宏志                   | 1998年3月  |
| 147               | 『少年法判例百選』               | 初版                 | 田宮裕                                       | 1998年6月  |
| 148               | 『刑事訴訟法判例百選』           | 第７版               | 松尾浩也 井上正仁                            | 1998年8月  |
| 149               | 『会社判例百選』                 | 第６版               | 鴻常夫 竹内昭夫 江頭憲治郎 岩原紳作          | 1998年9月  |
| 150               | 『行政判例百選Ⅰ』                | 第４版               | 塩野宏 小早川光郎 宇賀克也                   | 1999年2月  |
| 151               | 『行政判例百選Ⅱ』                | 第４版               | 塩野宏 小早川光郎 宇賀克也                   | 1999年3月  |
| 152               | 『交通事故判例百選』             | 第４版               | 宮原守男 森島昭夫 野村好弘                   | 1999年9月  |
| 153               | 『社会保障判例百選』             | 第３版               | 佐藤進 西原道雄 西村健一郎 岩村正彦          | 2000年3月  |
| 154               | 『憲法判例百選Ⅰ』                | 第４版               | 芦部信喜 高橋和之 長谷部恭男                 | 2000年9月  |
| 155               | 『憲法判例百選Ⅱ』                | 第４版               | 芦部信喜 高橋和之 長谷部恭男                 | 2000年10月 |
| 156               | 『国際法判例百選』               | 初版                 | 山本草二 古川照美 松井芳郎                   | 2001年4月  |
| 157               | 『著作権判例百選』               | 第３版               | 斉藤博 半田正夫                              | 2001年4月  |
| 158               | 『供託先例判例百選』             | 第２版               | 遠藤浩 柳田幸三                              | 2001年7月  |
| 159               | 『民法判例百選Ⅰ（総則･物権）』   | 第５版               | 星野英一 平井宜雄 能見善久                   | 2001年9月  |
| 160               | 『民法判例百選Ⅱ（債権）』        | 第５版               | 星野英一 平井宜雄 能見善久                   | 2001年10月 |
| 161               | 『独禁法審決・判例百選』         | 第６版               | 厚谷襄児 稗貫俊文                            | 2002年3月  |
| 162               | 『家族法判例百選』               | 第６版               | 久貴忠彦 米倉明 水野紀子                     | 2002年5月  |
| 163               | 『倒産判例百選』                 | 第３版               | 青山善充 伊藤眞 松下淳一                     | 2002年9月  |
| 164               | 『商法（総則・商行為）判例百選』 | 第４版               | 江頭憲治郎 山下友信                          | 2002年10月 |
| 165               | 『労働判例百選』                 | 第７版               | 菅野和夫 西谷敏 荒木尚志                     | 2002年11月 |
| 166               | 『刑法判例百選Ⅰ（総論）』        | 第５版               | 芝原邦爾 西田典之 山口厚                     | 2003年4月  |
| 167               | 『刑法判例百選Ⅱ（各論）』        | 第５版               | 芝原邦爾 西田典之 山口厚                     | 2003年4月  |
| 168               | 『地方自治判例百選』             | 第３版               | 磯部力 小幡純子 斎藤誠                       | 2003年10月 |
| 169               | 『民事訴訟法判例百選』           | 第３版               | 伊藤眞 高橋宏志 高田裕成                     | 2003年12月 |
| 170               | 『特許判例百選』                 | 第３版               | 中山信弘 相澤英孝 大渕哲也                   | 2004年2月  |
| 171               | 『環境法判例百選』               | 初版                 | 淡路剛久 大塚直 北村喜宣                     | 2004年4月  |
| 172               | 『国際私法判例百選』             | 初版                 | 櫻田嘉章 道垣内正人                          | 2004年7月  |
| 173               | 『手形小切手判例百選』           | 第６版               | 落合誠一 神田秀樹                            | 2004年10月 |
| 174               | 『刑事訴訟法判例百選』           | 第８版               | 井上正仁                                     | 2005年3月  |
| 175               | 『民法判例百選Ⅰ（総則･物権）』   | 第５版新法対応補正版 | 星野英一 平井宜雄 能見善久                   | 2005年4月  |
| 176               | 『民法判例百選Ⅱ（債権）』        | 第５版新法対応補正版 | 星野英一 平井宜雄 能見善久                   | 2005年4月  |
| 177               | 『民事執行・保全判例百選』       | 初版                 | 伊藤眞 上原敏夫 長谷部由起子                 | 2005年8月  |
| 178               | 『租税判例百選』                 | 第４版               | 水野忠恒 中里実 佐藤英明 増井良啓            | 2005年10月 |
| 179               | 『メディア判例百選』             | 初版                 | 堀部政男 長谷部恭男                          | 2005年12月 |
| 180               | 『会社法判例百選』               | 初版                 | 江頭憲治郎 岩原紳作 神作裕之 藤田友敬        | 2006年4月  |
| 181               | 『行政判例百選Ⅰ』                | 第５版               | 小早川光郎 宇賀克也 交告尚史                 | 2006年5月  |
| 182               | 『行政判例百選Ⅱ』                | 第５版               | 小早川光郎 宇賀克也 交告尚史                 | 2006年6月  |
| 183               | 『医事法判例百選』               | 初版                 | 宇都木伸 町野朔 平林勝政 甲斐克則            | 2006年9月  |
| 184               | 『倒産判例百選』                 | 第４版               | 青山善充 伊藤眞 松下淳一                     | 2006年10月 |
| 185               | 『国際私法判例百選』             | 新法対応補正版       | 櫻田嘉章 道垣内正人                          | 2007年1月  |
| 186               | 『憲法判例百選Ⅰ』                | 第５版               | 高橋和之 長谷部恭男 石川健治                 | 2007年2月  |
| 187               | 『憲法判例百選Ⅱ』                | 第５版               | 高橋和之 長谷部恭男 石川健治                 | 2007年3月  |
| 188               | 『商標・意匠・不正競争判例百選』 | 初版                 | 中山信弘 大渕哲也 茶園成樹 田村善之          | 2007年11月 |
| 189               | 『刑法判例百選Ⅰ（総論）』        | 第６版               | 西田典之 山口厚 佐伯仁志                     | 2008年2月  |
| 190               | 『刑法判例百選Ⅱ（各論）』        | 第６版               | 西田典之 山口厚 佐伯仁志                     | 2008年3月  |
| 191               | 『社会保障判例百選』             | 第４版               | 西村健一郎 岩村正彦                          | 2008年5月  |
| 192               | 『不動産取引判例百選』           | 第３版               | 安永正昭 鎌田薫 山野目章夫                   | 2008年7月  |
| 193               | 『家族法判例百選』               | 第７版               | 水野紀子 大村敦志 窪田充見                   | 2008年10月 |
| 194               | 『商法（総則・商行為）判例百選』 | 第５版               | 江頭憲治郎 山下友信                          | 2008年12月 |
| 195               | 『民法判例百選Ⅰ（総則･物権）』   | 第６版               | 中田裕康 潮見佳男 道垣内弘人                 | 2009年5月  |
| 196               | 『民法判例百選Ⅱ（債権）』        | 第６版               | 中田裕康 潮見佳男 道垣内弘人                 | 2009年4月  |
| 197               | 『労働判例百選』                 | 第８版               | 村中孝史 荒木尚志                            | 2009年10月 |
| 198               | 『著作権判例百選』               | 第４版               | 中山信弘 大渕哲也 小泉直樹 田村善之          | 2009年12月 |
| 199               | 『経済法判例・審決百選』         | 初版                 | 舟田正之 金井貴嗣 泉水文雄                   | 2010年4月  |
| 200               | 『消費者法判例百選』             | 初版                 | 廣瀬久和 河上正二                            | 2010年6月  |
| 201               | 『民事訴訟法判例百選』           | 第４版               | 高橋宏志 高田裕成 畑瑞穂                     | 2010年10月 |
| 202               | 『保険法判例百選』               | 初版                 | 山下友信 洲崎博史                            | 2010年12月 |
| 203               | 『刑事訴訟法判例百選』           | 第９版               | 井上正仁 大澤裕 川出敏裕                     | 2011年4月  |
| 204               | 『国際法判例百選』               | 第２版               | 小寺彰 森川幸一 西村弓                       | 2011年10月 |
| 205               | 『会社法判例百選』               | 第２版               | 江頭憲治郎 岩原紳作 神作裕之 藤田友敬        | 2011年9月  |
| 206               | 『環境法判例百選』               | 第２版               | 淡路剛久 大塚直 北村喜宣                     | 2011年10月 |
| 207               | 『租税判例百選』                 | 第５版               | 水野忠恒 中里実 佐藤英明 増井良啓 澁谷雅弘   | 2011年12月 |
| 208               | 『民事執行・保全判例百選』       | 第２版               | 上原敏夫 長谷部由起子 山本和彦               | 2012年2月  |
| 209               | 『特許判例百選』                 | 第４版               | 中山信弘 大渕哲也 小泉直樹 田村善之          | 2012年4月  |
| 210               | 『国際私法判例百選』             | 第２版               | 櫻田嘉章 道垣内正人                          | 2012年6月  |
| 211               | 『行政判例百選Ⅰ』                | 第６版               | 宇賀克也 交告尚史 山本隆司                   | 2012年10月 |
| 212               | 『行政判例百選Ⅱ』                | 第６版               | 宇賀克也 交告尚史 山本隆司                   | 2012年10月 |
| 213               | 『アメリカ法判例百選』           | 初版                 | 樋口範雄 柿嶋美子 浅香吉幹 岩田太            | 2012年12月 |
| 214               | 『金融商品取引法判例百選』       | 初版                 | 神田秀樹 神作裕之                            | 2013年2月  |
| 215               | 『地方自治判例百選』             | 第４版               | 磯部力 小幡純子 斎藤誠                       | 2013年6月  |
| 216               | 『倒産判例百選』                 | 第５版               | 伊藤眞 松下淳一                              | 2013年7月  |
| 217               | 『憲法判例百選Ⅰ』                | 第６版               | 長谷部恭男 石川健治 宍戸常寿                 | 2013年11月 |
| 218               | 『憲法判例百選Ⅱ』                | 第６版               | 長谷部恭男 石川健治 宍戸常寿                 | 2013年12月 |
| 219               | 『医事法判例百選』               | 第２版               | 甲斐克則 手嶋豊                              | 2014年3月  |
| 220               | 『刑法判例百選Ⅰ』（総論）        | 第７版               | 山口厚 佐伯仁志                              | 2014年7月  |
| 221               | 『刑法判例百選Ⅱ』（各論）        | 第７版               | 山口厚 佐伯仁志                              | 2014年8月  |
| 222               | 『手形小切手判例百選』           | 第７版               | 神田秀樹 神作裕之                            | 2014年11月 |
| 223               | 『民法判例百選Ⅰ（総則･物権）』   | 第７版               | 潮見佳男 道垣内弘人                          | 2015年1月  |
| 224               | 『民法判例百選Ⅱ（債権）』        | 第７版               | 潮見佳男 道垣内弘人                          | 2015年1月  |
| 225               | 『民法判例百選Ⅲ（親族・相続）』  | 初版                 | 水野紀子 大村敦志                            | 2015年1月  |
| 226               | 『民事訴訟法判例百選』           | 第５版               | 高橋宏志 高田裕成 畑瑞穂                     | 2015年11月 |
| 227               | 『社会保障判例百選』             | 第５版               | 岩村正彦                                     | 2016年5月  |
| 228               | 『租税判例百選』                 | 第６版               | 中里実 佐藤英明 増井良啓 澁谷雅弘            | 2016年6月  |
| 229               | 『会社法判例百選』               | 第３版               | 岩原紳作 神作裕之 藤田友敬                   | 2016年9月  |
| 230               | 『労働判例百選』                 | 第９版               | 村中孝史 荒木尚志                            | 2016年11月 |
| 231               | 『著作権判例百選』               | 第５版               | 小泉直樹 田村善之 駒田泰土 上野達弘          | 2016年12月 |
| 232               | 『刑事訴訟法判例百選』           | 第１０版             | 井上正仁 大澤裕 川出敏裕                     | 2017年5月  |
| 233               | 『交通事故判例百選』             | 第５版               | 新美育文 山本豊 古笛恵子                     | 2017年10月 |
| 234               | 『経済法判例・審決百選』         | 第２版               | 金井貴嗣 泉水文雄 武田邦宣                   | 2017年10月 |
| 235               | 『行政判例百選Ⅰ』                | 第７版               | 宇賀克也 交告尚史 山本隆司                   | 2017年11月 |
| 236               | 『行政判例百選Ⅱ』                | 第７版               | 宇賀克也 交告尚史 山本隆司                   | 2017年11月 |
| 237               | 『民法判例百選Ⅰ（総則･物権）』   | 第８版               | 潮見佳男 道垣内弘人                          | 2018年3月  |
| 238               | 『民法判例百選Ⅱ（債権）』        | 第８版               | 潮見佳男 道垣内弘人                          | 2018年3月  |
| 239               | 『民法判例百選Ⅲ（親族・相続）』  | 第２版               | 水野紀子 大村敦志                            | 2018年3月  |
| 240               | 『環境法判例百選』               | 第３版               | 大塚直 北村喜宣                              | 2018年9月  |
| 241               | 『メディア判例百選』             | 第２版               | 長谷部恭男 山口いつ子 宍戸常寿               | 2018年12月 |
| 242               | 『著作権判例百選』               | 第６版               | 小泉直樹 田村善之 駒田泰土 上野達弘          | 2019年3月  |
| 243               | 『商法判例百選』                 | 初版                 | 神作裕之 藤田友敬                            | 2019年6月  |
| 244               | 『特許判例百選』                 | 第５版               | 小泉直樹 田村善之                            | 2019年8月  |
| 245               | 『憲法判例百選Ⅰ』                | 第７版               | 長谷部恭男 石川健治 宍戸常寿                 | 2019年11月 |
| 246               | 『憲法判例百選Ⅱ』                | 第６版               | 長谷部恭男 石川健治 宍戸常寿                 | 2019年11月 |
| 247               | 『民事執行・保全判例百選』       | 第３版               | 上原敏夫 長谷部由起子 山本和彦               | 2020年1月  |
| 248               | 『商標・意匠・不正競争判例百選』 | 第２版               | 茶園成樹 田村善之 宮脇正晴 横山久芳          | 2020年7月  |
| 249               | 『消費者法判例百選』             | 第２版               | 河上正二 沖野眞已                            | 2020年9月  |
| 250               | 『刑法判例百選Ⅰ』（総論）        | 第８版               | 佐伯仁志 橋爪隆                              | 2020年11月 |
| 251               | 『刑法判例百選Ⅱ』（各論）        | 第８版               | 佐伯仁志 橋爪隆                              | 2020年11月 |
| 252               | 『倒産判例百選』                 | 第６版               | 松下淳一 菱田雄郷                            | 2021年1月  |
| 253               | 『租税判例百選』                 | 第７版               | 中里実 佐藤英明 増井良啓 澁谷雅弘 渕圭吾     | 2021年6月  |
| 254               | 『会社法判例百選』               | 第４版               | 神作裕之 藤田友敬 加藤貴仁                   | 2021年9月  |
| 255               | 『国際法判例百選』               | 第３版               | 森川幸一 兼原敦子 酒井啓亘 西村弓            | 2021年9月  |
| 256               | 『国際私法判例百選』             | 第３版               | 道垣内正人 中西康                            | 2021年11月 |
| 257               | 『労働判例百選』                 | 第１０版             | 村中孝史 荒木尚志                            | 2022年1月  |
| 258               | 『医事法判例百選』               | 第３版               | 甲斐克則 手嶋豊                              | 2022年7月  |
| 259               | 『マンション判例百選』           | 初版                 | 山野目章夫 佐久間毅 熊谷則一                 | 2022年8月  |
| 260               | 『行政判例百選Ⅰ』                | 第８版               | 斎藤誠 山本隆司                              | 2022年11月 |
| 261               | 『行政判例百選Ⅱ』                | 第８版               | 斎藤誠 山本隆司                              | 2022年11月 |
| 262               | 『民法判例百選Ⅰ（総則･物権）』   | 第９版               | 潮見佳男 道垣内弘人                          | 2023年2月  |
| 263               | 『民法判例百選Ⅱ（債権）』        | 第９版               | 潮見佳男 道垣内弘人                          | 2023年2月  |
| 264               | 『民法判例百選Ⅲ（親族・相続）』  | 第３版               | 大村敦志 沖野眞已                            | 2023年2月  |
| 265               | 『民事訴訟法判例百選』           | 第６版               | 高田裕成 畑瑞穂 垣内秀介                     | 2023年9月  |

- 2023年10月28日現在